# Filmtheater Weltspiegel

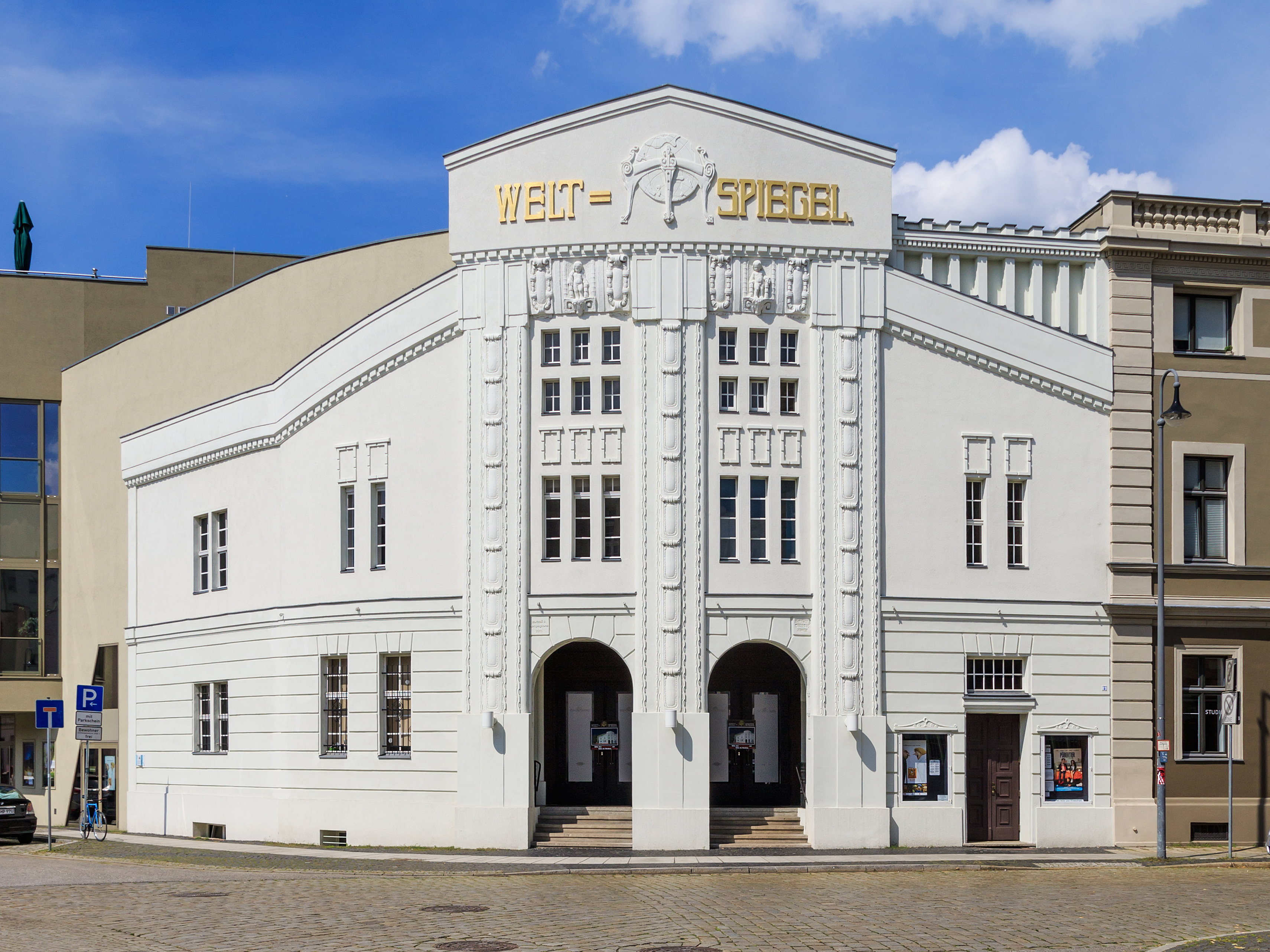
Filmtheater Weltspiegel

Das Filmtheater Weltspiegel in Cottbus ist nach dem Burg Theater in Burg (bei Magdeburg) der älteste noch betriebene Kinozweckbau Deutschlands und der älteste in Brandenburg.

## Geschichte
Der erste feste Kinoraum in Cottbus wurde 1907 im ehemaligen Mietshaus am Neumarkt 5 eingerichtet. Im Jahre 1908 plante der Besitzer des Hotels „Weißes Roß“ am Berliner Platz, auf dem Nachbargrundstück einen eigenständigen Kinobau mit 268 Plätzen errichten zu lassen. Dieses Vorhaben kam aber nicht zur Ausführung. Im Oktober 1910 legte Carl Lindemann aus Tegel Pläne zum Umbau des hofseitigen Speichergebäudes an der Kaiserstraße 79 zu Kinozwecken vor. Sein Antrag wurde jedoch vom Magistrat der Stadt Cottbus abgelehnt.
Der Cottbuser Geschäftsmann Paul Schneider, der Eigentümer der Grundstücke Kaiserstraße 78/79, hatte 1907 die »Photographische Gesellschaft Weltspiegel m.b.H.« gegründet, aus der Anfang 1911 die »Lichtspiel-Gesellschaft Weltspiegel m.b.H.« hervorging. Für diese Gesellschaft hatte schon Ende 1910 der Cottbuser Architekt Paul Thiel das Modell für ein Kinogebäude auf dem Grundstück Kaiserstraße 78 entworfen. Im Mai 1911 – Paul Thiel war bereits im April verstorben – begannen die Bauarbeiten unter der Leitung des Cottbuser Architekturbüros Schmidt & Arnold. Die Ausführungsarbeiten übernahm das Unternehmen des Cottbuser Maurermeisters Moritz Hausten. Erst am 25. September 1911, als der Kinoneubau an der Stelle der ehemalige Vorgarteneinfriedung vor der Vollendung stand, wurde die offizielle Baugenehmigung vom Magistrat erteilt.
Die Eröffnungsvorstellung des Filmtheaters Weltspiegel mit 600 Plätzen im Parkett und 180 Plätzen im Rang sowie Rang- und Parkettlogen fand am Mittwoch, dem 4. Oktober 1911, statt.
Im Laufe der Jahrzehnte fanden am und im Gebäude zahlreiche Veränderungen statt. Schon wenige Jahre nach der Eröffnung musste aufgrund neuer baupolizeilicher Vorschriften an der Westseite ein zweiter Treppenaufgang zum Rangbereich angebaut werden, was zur Verbreiterung der Fassade an der Südseite führte. In den 1920er Jahren konnte sich der Weltspiegel erfolgreich gegen konkurrierende Cottbuser Kinobetreiber behaupten. Die erste Tonfilmvorführung in Cottbus fand am 29. Mai 1929 im »U.T. Weltspiegel« statt. In einer Anzeige vom 27. Dezember 1929 erklärte sich das Kino zum größten Lichtspielhaus in der Niederlausitz.
Im Jahre 1949 wurde die Fassade nach geringen Kriegseinwirkungen instand gesetzt und vereinfacht. Zwischen 1952 und 1956 erfolgten Renovierungs- und Umbauarbeiten im Inneren des Gebäudes. Der Weltspiegel zählt zu den ersten Kinobauten Deutschlands, deren Bühnen man 1956 auf anamorphotische Breitwandwiedergabe umstellte.
Weitere Veränderungen und Instandsetzungsarbeiten sind 1977 und 1990 durchgeführt worden.
Das Filmtheater Weltspiegel zählt zu den wenigen noch erhaltenen ersten Kinozweckbauten, die zwischen 1906 und 1911 auf dem Gebiet des Deutschen Reiches in Städten wie Hamburg, Stettin, Freiburg und Berlin entstanden. Es ist der zweitälteste reine Kinozweckbau Deutschlands.

## Architektur
Die späthistoristische Putzfassade des Filmtheaters Weltspiegel, die in konvexem Bogen dem Verlauf der Grundstücksgrenze folgt, ist von architekturhistorischer Bedeutung. Wie ein Foto aus dem Jahre 1930 zeigt, war die Putzfläche des Erdgeschosses durch horizontale Nuten akzentuiert, einem Gestaltungsprinzip, das sich bis in die Renaissance zurückverfolgen lässt und das auch 1907/08 beim Bau des Cottbuser Staatstheaters seine Anwendung fand. 
Der zweiachsige, die Trauflinie überragende Mittelrisalit wird im Bereich der Eingangshalle von zwei hohen kassettierten Rundbögen geöffnet. Im Obergeschoss wird er von schmalen, hochrechteckigen, gesprossten Fensterfeldern untergliedert. Die vertikale Hervorhebung des Mittelrisalites geschieht durch drei Pilasterbahnen, deren Schäfte durch spätbarocke Kartuschenbänder, die von Wellenbändern begleitet werden, akzentuiert sind. In den Feldern des gestaffelten Traufgesimses sind Putti auf Widderkopfkonsolen stehend zwischen ornamental gerahmten Kartuschen angebracht. Gekrönt wird der obere Abschluss des Mittelrisalites durch eine Attika mit einem Relief Weltspiegel.

## Historische Bedeutung
Beim Bau des Cottbuser Weltspiegel setzte man neue Maßstäbe in der Grundrissgestaltung. 
In ihrer funktionalen Anordnung verbindet sie die räumliche Abfolge von Kassenhalle, Foyer und Zuschauerraum mit Rang.
Als eine optische Attraktion der Innengestaltung erweist sich die Kassettendecke des Zuschauerraumes, 
die in ihrer ursprünglichen Gestalt erhalten ist und deren vertiefte Felder von Rauten und Glühlampen geziert sind. Ihre Farbgebung wurde allerdings im Laufe der Jahrzehnte mehrfach verändert. Ursprünglich zeigte sie sich in einem Umbraton, sodass sich die Zuschauer im geheimnisvollen dunklen Kinosaal zusammenfanden. 
Vermutlich um 1921 erhielt die Decke einen Goldbronze-Anstrich.
Während der Renovierungsarbeiten des Jahres 1952 fasste man die Decke in einem grünen Pastellton, der farbig auf die damals angebrachte dunkelgrüne Stoffbespannung der Seitenwände abgestimmt war. 1977 erhielt die Decke einen weißen Anstrich.

## Gegenwart
Nach mehreren Betreiberwechseln öffnete der Weltspiegel im November 2006 wieder Türen und Vorhang. Im Programm befanden sich vorwiegend Arthouse-Filme sowie Kabarett- und Musikveranstaltungen. Dadurch besetzt der Weltspiegel eine Nische zwischen den modernen Multiplex- und kommunalen Kinos der Region.
Um den Weltspiegel als Einzeldenkmal und Kulturstätte zu erhalten, war eine zukunftsweisende Sanierung notwendig. Daraus resultierte der Entschluss, das Grundstück ab März 2010 komplett zu bebauen und den Altbau mit einem Neubau zu erweitern, der eine multifunktionale Nutzung ermöglicht.
Die Erhaltung bzw. Restaurierung konzentrierte sich vorrangig auf die Fassade, den Eingangsbereich, das östliche Jugendstiltreppenhaus und den Saal mit dem Schwerpunkt, sich dem Originalzustand größtmöglich zu nähern. Zusätzlich wurden rückgebaute Elemente wie z. B. die Empore mit dem Weltspiegelschriftzug neu errichtet oder wieder in ihren Urzustand zurückversetzt. Die multifunktionale Gestaltung der Saalebene mit einfahrbarer Podestierung zu einer waagrechten Echtholzparkettfläche bietet universelle Raumnutzungsvarianten. Ausgestattet mit moderner 3D-Digitalprojektion und Satellitentechnik können nach der Ausbauphase Kinofilme, nationale und internationale Konzerte oder Events in Echtzeit im Weltspiegel wiedergegeben werden.
Am 31. Mai 2011 wurde das historische Haus mit einer Festveranstaltung feierlich wiedereröffnet. Der Regisseur Wim Wenders war Gast des Abends, gleichzeitig erlebte sein Film "Pina" in 3D die Premiere im Cottbuser Weltspiegel.
Der Kinobetrieb startete am 2. Juni 2011.
Zwei neue Kinosäle mit je 80 Plätzen, die Dachterrasse und die Filmbar im Erdgeschoss wurden pünktlich zum 100. Geburtstag am 4. Oktober 2011 fertiggestellt.
Im Zuge eines Insolvenzverfahrens ersteigerte im Februar 2017 der Hauptgläubiger, die Sparkasse Spree-Neiße, das Gebäude für die Summe von 1,2 Millionen Euro. Im Januar 2019 übernahmen Kerstin Adam und Wulf Sörgel den Betrieb des Filmtheaters.

## Technische Daten
Das Filmtheater bietet einen behindertengerecht zugänglichen Saal, welcher mit einem DTS-Mehrkanal-Tonsystem ausgestattet ist. Der Saal verfügt über 500 Sitze. Der Digitalprojektor ist vom Typ NEC NC2000C DLP. Die Leinwand hat eine Fläche von 45 m² und eine Diagonale von 11 m.